# HPCR-UR 501

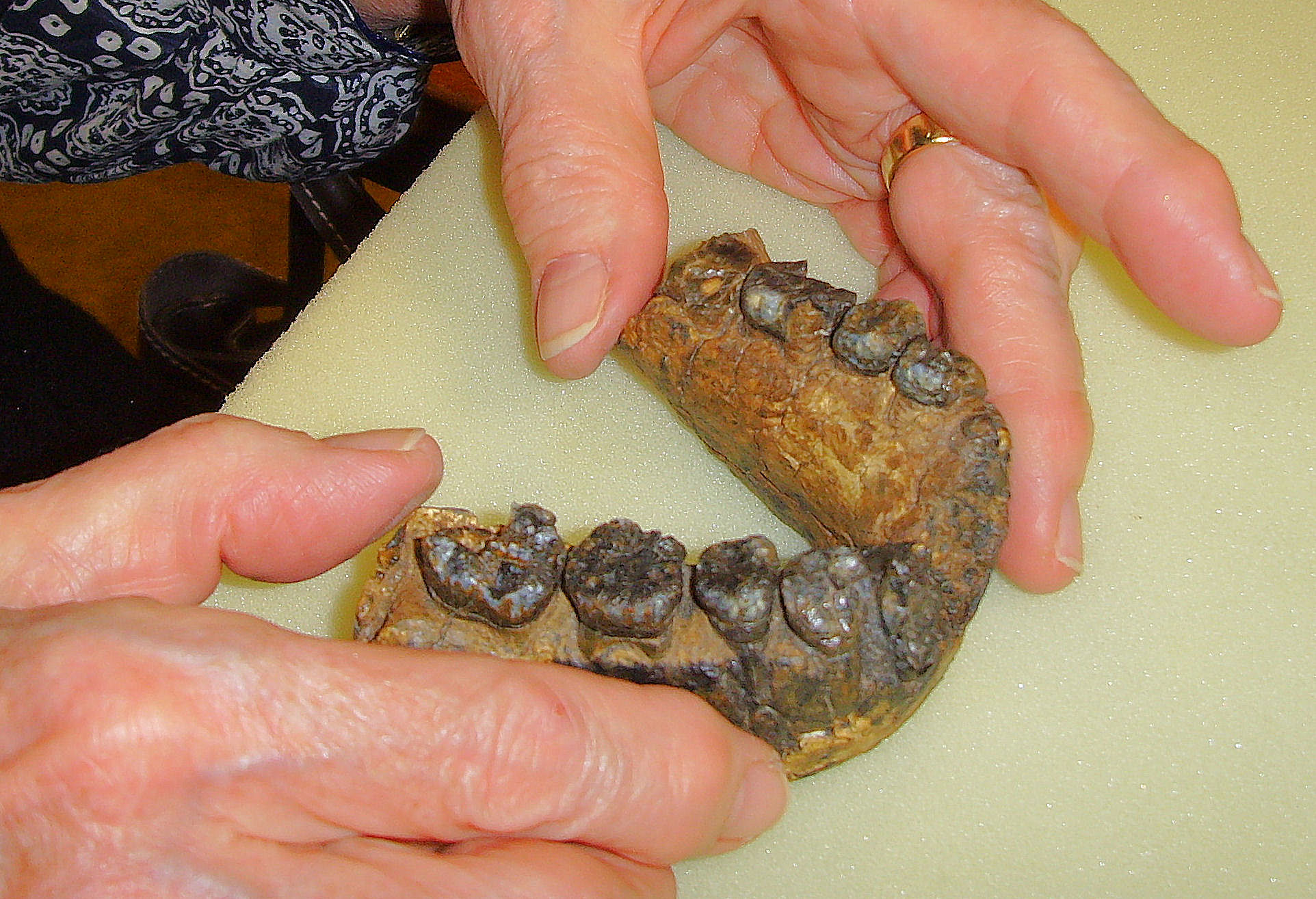
Mandíbula de Homo rudolfensis. Foto do original.

HPCR-UR 501, ou abreviado UR 501, é uma mandíbula fóssil que encontrou em Uraha, no norte do lago Malaui, a equipa encabeçada por Friedemann Schrenk e Tim Bromage e que deram a conhecer em 1995, segundo todas as evidências são os restos de homíninos mais antigos encontrados, ao menos até o achado de LD 350-1, atribuídos à espécie Homo rudolfensis e foi datado com uma idade de 2,5 a 2,3 milhões de anos pela fauna associada, representa a distribuição mais meridional conhecida da espécie. Alguns especialistas sugerem pela maior semelhança dos molares com um Australopithecus, que poderia se tratar um Paranthropus.

## Enlaces externos
- Este artigo foi inicialmente traduzido, total ou parcialmente, do artigo da Wikipédia em galego cujo título é «UR 501», especificamente desta versão.